# Severna Dakota
Severna Dakota [séverna dakóta] (angleško North Dakota, [nórf dakóda]) je zvezna država ZDA, ki leži ob meji z Kanado.
Do leta 1889 je bila Severna Dakota del Teritorija Dakota, nato pa se je osamosvojila.